# Lambrecht Thorn
Lambrecht Thorn of Lambert van Thorn (Thorn, ca. 1490 – Brussel, 1528) was een augustijn en lutheraan die stierf in gevangenschap.

## Leven
Hij was afkomstig uit Thorn bij Roermond in het prinsbisdom Luik. Als broeder bij de Antwerpse augustijnen behoorde hij tot een van de eerste lutheraanse gemeenschappen in de Nederlanden. Na de publicatie van de 95 stellingen verkondigden ze onder hun prior Jacobus Praepositus, een Ieperling die in Wittenberg had gestudeerd, vanaf 1519 openlijk het lutheranisme. In 1522 arresteerde de inquisiteur Frans van der Hulst Praepositus, waarop de augustijnen Hendrik van Zutphen tot nieuwe prior kozen. Ook hij werd op 29 september gevangen genomen, maar aanhangers bevrijdden hem en hij kon vluchten. De overige broeders werden gezamenlijk ingerekend op 6 oktober. De meesten herriepen hun ketterij, behalve drie die weigerden en opgesloten bleven in het Kasteel van Vilvoorde: Thorn, Jan van Essen en Hendrik Voes. Ze werden veroordeeld tot de doodstraf.
De executie door het vuur vond plaats op 1 juli 1523 op de Grote Markt van Brussel. Eerst werden de drie in de ochtend ontwijd. In misgewaad werden ze op het schavot gevoerd, waarop ook een altaar en een preekgestoelte was getimmerd. Rondom stonden de dominicanen, de franciscanen en karmelieten. Ook de inquisiteurs waren aanwezig: Jacob van Hoogstraten, Latomus, Tapper, Pascha en Rosemond. Na de bisschoppelijke ontwijding kregen ze de zwart-gele kleren van volhardende ketters aan. Op elk moment konden ze namelijk terechtstelling vermijden door hun dwaling af te zweren. Thorn, met verwarde baard, was de enige van het drietal die enkele dagen bedenktijd vroeg. Voes en Van Essen kwamen in de namiddag op de brandstapel en werden zo de eerste martelaren van de Europese Reformatie. Luther, die aanvankelijk meende dat Thorn drie dagen later de vuurdood was gestorven, eerde hen met de hymne Ein neues Lied wir heben an (de).
De straf van Thorn werd omgezet tot levenslang op water en brood en hij werd opgesloten in de Steenpoort. De Magistraat van Brussel was niet al te ijverig in het toezicht. In zijn cel werd allerlei protestantse literatuur binnengesmokkeld door een groep rond pastoor Claes van der Elst. Jan der Kinderen bracht hem boeken van Oecolampadius en Doctor Pomeranus. Zijn Antwerpse oud-broeder Pieter bezorgde hem in 1524 een commentaar van Melanchthon. Zelfs een persoonlijke brief van Luther, geschreven op 24 januari 1524, was tot bij hem geraakt. Margriet, de vrouw van de tapijtwever Pieter de Pannemaeker, en andere dames uit de groep kwamen zijn kleren wassen en brachten hem eten, bier en wijn. Via de schilder Valentin van Orley stond hij in contact met kennissen uit Antwerpen en ontving hij ook uit die hoek geld en goederen. Van der Elst riep daartoe trouwens op in zijn preken. Dit alles verleent geloofwaardigheid aan de bewering van een kroniekschrijver dat Antwerpse kooplieden Thorn seere secretelycken [kwamen] besoecken om van hem onderwesen te syne.
De ontdekking van deze praktijken, met ramificaties tot bij de grootste hofkunstenaars, was een ernstige zaak. Twee rechters van de Raad van Brabant verhoorden Thorn op 24 mei 1527. Daarna werd streng toegezien op zijn gevangenisregime. In de loop van 1528 liet hij het leven in de Steenpoort, weggekwijnd of volgens sommigen zelfs vergiftigd. Omdat hij gestorven was zonder inkeer of biecht, werd zijn lijk op 15 september op een slee naar het galgenveld op de Flotsenberg gevoerd om daar in ongewijde grond te worden begraven.

## Voetnoten
1. ↑  Paul Fredericq, Corpus Documentorum Inquisitionis Haereticae Pravitatis Neerlandicae, vol. IV, 1889, p. 250-252